# Espiga (cutelaria)

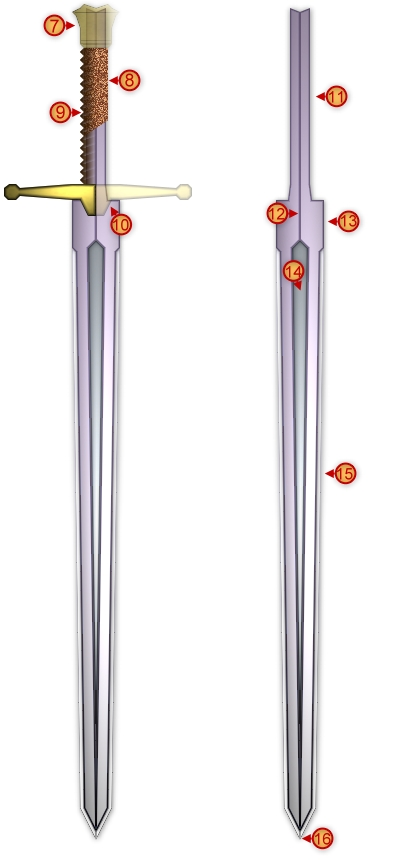
Esquema das componentes de uma espada medieval. O número 11 identifica a espiga ou espigão

A espiga ou espigão, no âmbito da cutelaria, é a porção delgada e aguda das lâminas ou ferros das facas, punhais, adagas, espadas e outras armas brancas quejandas, que se insere e encrava nos cabos e empunhaduras.

## História
O espigão foi uma invenção da Idade do Ferro.
Nas facas da Idade da Pedra, a lâmina e a empunhadura formavam uma peça única e inteiriça, esculpida do mesmo bloco de pedra, distinguindo-se apenas, por vezes, por um revestimento no cabo, feito com tiras de couro ou fibras vegetais, por molde a oferecer maior aderência a quem o empunhasse.
O nascimento do punhal e, essencialmente, da espada durante a Idade do Cobre, marcou o primeiro passo, que se tomou rumo à diferenciação entre a lâmina e a empunhadura. É nesta altura que se começa a afigurar aos armeiros a necessidade de conceber uma empunhadura estável, fácil de asir pelo portador e, concomitantemente, capaz de comunicar à lâmina a força que aquele lhe pretender imprimir.  As espadas da Idade do Bronze tinham uma lâmina que rematava numa "língua bifurcada" de metal perfurado, destinada a encaixar no cabo, que por sua vez, também era feito de metal, segurando-se uma peça à outra por meio de pregos ou tachas.
A espiga ou espigão que vai chegar à época medieval, mantendo-se, ulteriormente, praticamente inalterada durante séculos, tratava-se de uma porção mais delgada do resto da lâmina, que era encastrada dentro do cabo e rematada pelo pomo ou maçã da espada.